# Microterys tenuifrons
Microterys tenuifrons är en stekelart som beskrevs av Xu 2002. Microterys tenuifrons ingår i släktet Microterys och familjen sköldlussteklar. Inga underarter finns listade i Catalogue of Life.